# Эллинг, Курт

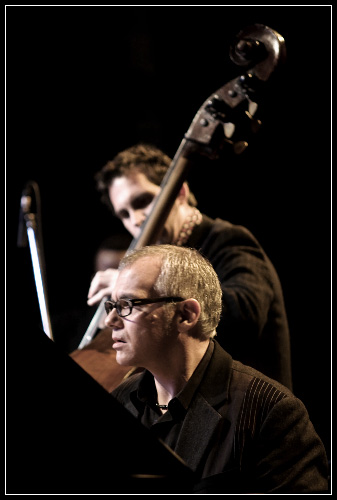
Джазовый пианист Laurence Hobgood и бас-гитарист Rob Amster играли вместе с Куртом Эллингом в его квартете. Милан

Курт Э́ллинг (англ. Kurt Elling, 2 ноября 1967 года, Чикаго, США) — американский джазовый вокалист, лауреат премии Грэмми (2009 и 2021).

## Биография
Родился 2 ноября 1967 года в Чикаго (США). Его родители: Генри и Марта Эллинг. К музыке его впервые приобщил отец, который был капельмейстером лютеранского хора. Курт Эллинг учился в школе при St. Paul Lutheran School в Rockford.
В 1996 году Курт Эллинг женился на танцовщице Jennifer Carney. В 2005 году у них родилась дочь Luiza. В том же году Эллинги купили кондоминиум у Барака Обамы в Гайд-парке, Чикаго.

## Дискография

### Blue Note records
- Close Your Eyes (1995)
- The Messenger (1997)
- This Time It's Love (1998)
- Live in Chicago (2000)
- Flirting with Twilight (2001)
- Man in the Air (2003)

### Concord records
- Nightmoves (2007)
- Dedicated to You (2009)
- The Gate (2011)
- 1619 Broadway – The Brill Building Project (2012)
- Passion World (2015)
- Upward Spiral. With Branford Marsalis (2016)
- The Beautiful Day. Kurt Elling Sings Christmas (2016)
- The Questions (2018)
- Live in New York (2019)
- The Questions Live (2019)
- Secrets Are the Best Stories (2020)
- Superblue (2021)
- Superblue: Guilty Pleasures (2023)
- Superblue: The Iridescent Spree (2023)

## Награды и номинации
В 2000—2012 Курт Эллинг 13 раз получал награду DownBeat Critics Poll, а также 7 раз награду DownBeat Readers Poll, и 8 раз награду JazzTimes Readers' Poll, причём все в категории Male Vocalist of the Year. Эллинг 8 раз награждён наградой Jazz Journalists Association Male Singer of the Year. В 2010 году он удостоен Edison/Jazz World award за диск The Gate (эта премия служит голландским эквивалентом Грэмми). В 2012 году Эллинг удостоен польской награды Jazz Ambassador на фестивале Silesian Jazz Festival (Польша), а также немецкой награды German ECHO Jazz award и шотландской награды Scottish Jazz Award — International category. В 2013 он выиграл International Jazz Artist of the Year in the Jazz FM Awards (UK).

### Грэмми
31 января 2010 года Эллинг был удостоен премии Грэмми в категории Best Jazz Vocal Album за его альбом Dedicated to You: Kurt Elling Sings the Music of Coltrane and Hartman изданном на лейбле Concord Jazz label.
| Год  | Номинируемая работа                                   | Категория                                             | Результат |
| ---- | ----------------------------------------------------- | ----------------------------------------------------- | --------- |
| 1995 | Close Your Eyes                                       | Best Jazz Vocal Performance                           | Номинация |
| 1997 | The Messenger                                         | Best Jazz Vocal Performance                           | Номинация |
| 1998 | This Time it's Love                                   | Best Jazz Vocal Performance                           | Номинация |
| 2000 | Live in Chicago                                       | Best Jazz Vocal Album                                 | Номинация |
| 2001 | Flirting with Twilight                                | Best Jazz Vocal Album                                 | Номинация |
| 2001 | «Easy Living»                                         | Best Instrumental Arrangement Accompanying a Vocalist | Номинация |
| 2003 | Man in the Air                                        | Best Jazz Vocal Album                                 | Номинация |
| 2007 | Nightmoves                                            | Best Jazz Vocal Album                                 | Номинация |
| 2009 | Dedicated to You                                      | Лучший джазовый вокальный альбом                      | Победа    |
| 2012 | The Gate                                              | Best Jazz Vocal Album                                 | Номинация |
| 2013 | 1619 Broadway – The Brill Building Project            | Best Jazz Vocal Album                                 | Номинация |
| 2016 | Upward Spiral                                         | Best Jazz Vocal Album                                 | Номинация |
| 2021 | Secrets are the Best Stories (featuring Danilo Pérez) | Best Jazz Vocal Album                                 | Победа    |
| 2022 | SuperBlue                                             | Best Jazz Vocal Album                                 | Номинация |